# Санденс 1999

Офіційний постер кінофестивалю «Санденс» 1999

15-й щорічний кінофестиваль «Санденс» проходив з 21 по 31 січня 1999 року в американському місті Парк-Сіті, штат Юта.
Фестиваль розпочався з прем'єри фільму «Печиво з передбаченням» американського режисера Роберта Альтмана.

## Переможці
Однозначним переможцем 15-го кінофестивалю «Санденс» стала драма «Три сезони» про війну у В'єтнамі, сценаристом і режисером якої виступив уродженець В'єтнаму Тоні Буї, а сам фільм було повністю знято на його батьківщині і, здебільшого, по-в'єтнамськи.
Загалом, на церемонії нагородження було роздано 27 нагород:
- Ґран-прі журі за документальний фільм — «Американське кіно»
- Ґран-прі журі за драматичний фільм — «Три сезони»
- Приз глядацьких симпатій за документальний фільм — «Дженіс Блюз»
- Приз глядацьких симпатій за драматичний фільм — «Три сезони»
- Приз за досконалу операторську роботу в драматичному фільмі — «Три сезони»
- Приз за досконалу операторську роботу в документальному фільмі — «Із жалем повідомляємо» і «Кролик на Місяці»
- Приз за режисуру драматичного фільму — «Джуді Берлін»
- Приз за режисуру документального фільму — «Із жалем повідомляємо»
- Приз за свободу самовираження — «Чорна преса: Солдати без мечів»
- Премія за кіносценарій імені Волдо Солта — «Король Джо» і «Уроки кохання»
- Приз глядацьких симпатій за неамериканський фільм — «Біжи, Лоло, біжи» і «Поїзд кохання»
- Трофей кінематографістів за драматичний фільм — «Перекотиполе»
- Трофей кінематографістів за документальний фільм — «Співай швидше»
- Почесна згадка за створення короткометражного фільму — «Проблема стерні», «Прийдіть до мене: Обличчя Тайрі Ґайтона», «Пакунок з дарунками, негайно», «Атомний табаско» і «Диявольська лялька»
- Приз журі за латиноамериканське кіно — «Маленькі святі»
- Приз журі за створення короткометражного фільму — «Ще»
- Спеціальний приз журі — «На канатах»
- Спеціальний приз журі за латиноамериканське кіно — «Життя — це свист»
- Спеціальний приз журі за акторську гру — «Місто Щастя, штат Техас»
- Спеціальний приз журі за відмінне бачення в кіновиробництві — «Острів скарбів»
- Данина Піпер-Едсік незалежному баченню — Лора Дерн

## Цікаві факти
- Трофей кінематографістів, — щорічна нагорода фестивалю (починаючи з 1989 року), — у 1999 році вручався востаннє[5]
- У програмі кінофестивалю брало участь 4 американських фільми з назвами, що свідчили про їхнє походження: «Американське кіно», «Американський сутенер», «Американська історія кохання» та «Американська улоговина»[6]